# Desmoclystia oniria
Desmoclystia oniria là một loài bướm đêm trong họ Geometridae.